# Feminalia

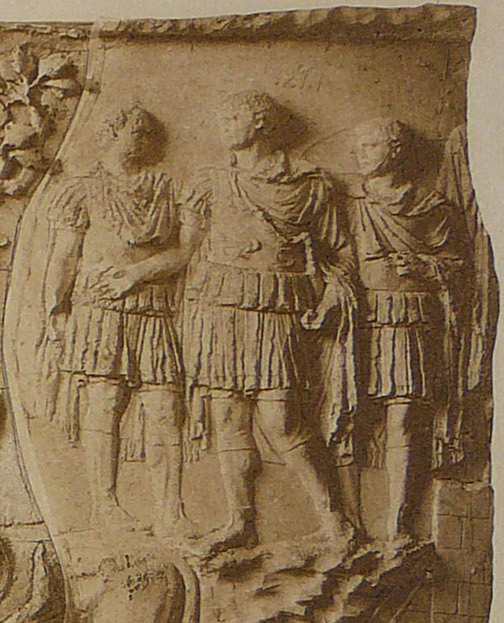
Soldaten mit Feminalia, Trajanssäule in Rom

Feminalia waren im Römischen Reich eine Beinkleidung, die von der Taille bis unter das Knie reichte.

## Beschreibung und Verwendung
Feminalia waren enganliegende hosenartige Kleidungsstücke aus Wolle, die bis unter die Knie reichten. Um sie festzuhalten, wurden sie über einen Gürtel um die Taille gerollt. Sie dienten vor allem dem Schutz vor Kälte und der Polsterung der Oberschenkel. Über ihnen trug man eine Tunika, und nach unten gingen sie in Filzsocken (Tibialia) über. Getragen wurden sie auf der Jagd, zu Pferd und vom Militär. 
Vor allem wurden sie von römischen Legionären getragen, die in kalten Regionen stationiert waren, wie z. B. am Limes oder in Britannien. Die Feminalia waren keine Standardausrüstung, sondern ein persönliches Kleidungsstück der Soldaten. Es galt in der Legion anfangs als unmännlich, solch eine Hose zu tragen, und Legionäre, die sie als Vorbeugung gegen Erkältungen trotzdem trugen, wurden verhöhnt. 